# De Krim (Overijssel)
De Krim is een veenkoloniaal streekdorp in de gemeente Hardenberg in het noorden van de Nederlandse provincie Overijssel. Winkels en voorzieningen liggen vooral langs de Hoofdweg en aan het Turfstekersplein. Ten zuiden hiervan bevindt zich een woonwijk.

## Naam
De herkomst van de naam is onduidelijk. Soms wordt ze in verband gebracht met de Krimoorlog en soms met de bocht (de krimp) die zich bij het dorp in de Lutterhoofdwijk bevindt. Wat voor de laatste verklaring pleit is dat in de oudste vermelding van het dorp uit 1857 (dus al twee jaar nadat men met de aanleg van de Lutterhoofdwijk de bewuste bocht had bereikt) de naam inderdaad "De Krimp" luidt.

## Geschiedenis
Het dorp ligt langs de Lutterhoofdwijk, een zijtak van de Dedemsvaart die naar Coevorden loopt. Omstreeks 1855 was dit kanaal gegraven tussen Lutten en de bocht in de Lutterhoofdwijk op de toenmalige grens van de gemeenten Ambt Hardenberg en Gramsbergen. In 1866 was het gedeelte tot Coevorden gereed.
Nadat de moerassen geheel verveend waren, werden op de dalgronden akkerbouwbedrijven gevestigd. Een deel van de boeren is afkomstig uit Groningen. Hun boerderijen worden gekenmerkt door een Groninger bouwstijl.
Aan het begin van de twintigste eeuw kwam er een aardappelmeelfabriek in De Krim. Toen deze in 1911 failliet ging namen de boeren deze over op coöperatieve basis en ging het bedrijf verder onder de naam Onder Ons. Later wordt het bedrijf overgenomen door Koninklijke Scholten-Honig en later door Avebe. Aan het eind van de twintigste eeuw werd de fabriek gesloten.
In 1897 werd door de Dedemsvaartsche Stoomtramweg-Maatschappij de stoomtramlijn tussen Lutten en Coevorden geopend. Deze lijn liep door de gehele lengte van het dorp De Krim. Een van de belangrijkste haltes in het dorp lag bij zaal Horstra. In 1947 werd de lijn opgeheven en opgebroken.

## Religie
De 'Protestantse Gemeente de Krim' komt samen in de protestantse kerk.

## Onderwijs
- Openbare basisschool 'Klimop' (gesloten op 1 augustus 2020)
- Christelijke basisschool 'De Bron'.

## Verenigingen
- Buurtvereniging Dommerswijk eo.
- Buurtvereniging Halfweg.
- Buurtvereniging Centrum de Krim.
- Buurtvereniging Prettig wonen

Sportverenigingen zijn onder andere:
- voetbalvereniging 'DKB' (De Krimse Boys)
- gym- en dansvereniging Beatrix
- korfbalvereniging 'Centrum de Krim'
- tennisvereniging 'TV de Krim'.
- dartvereniging De Planeet

Andere organisaties:
- Stichting Vloeivelden
- Stichting MFA
- Stichting Ijsbaan
- Oranjevereniging
- Stichting Vezeldagen
- Stichting Kanaalrock

## Bereikbaarheid
Openbaar vervoer:
- Streekbus 129: 2x per uur Dedemsvaart - Coevorden in beide richtingen tijdens de brede spitsuren.
- Buurtbus 599: 1x per uur via Gramsbergen naar Hardenberg.

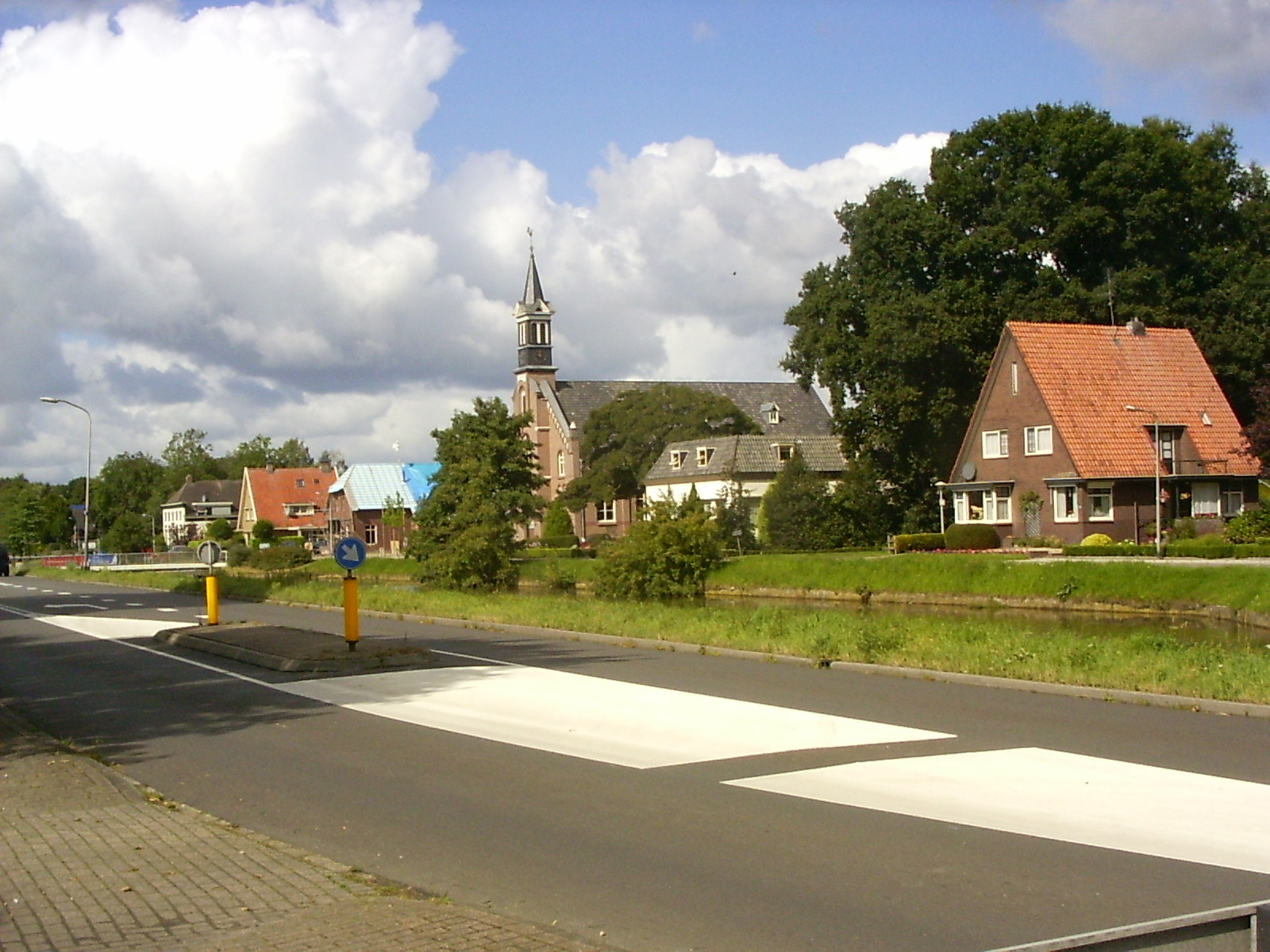
Protestantse kerk van De Krim

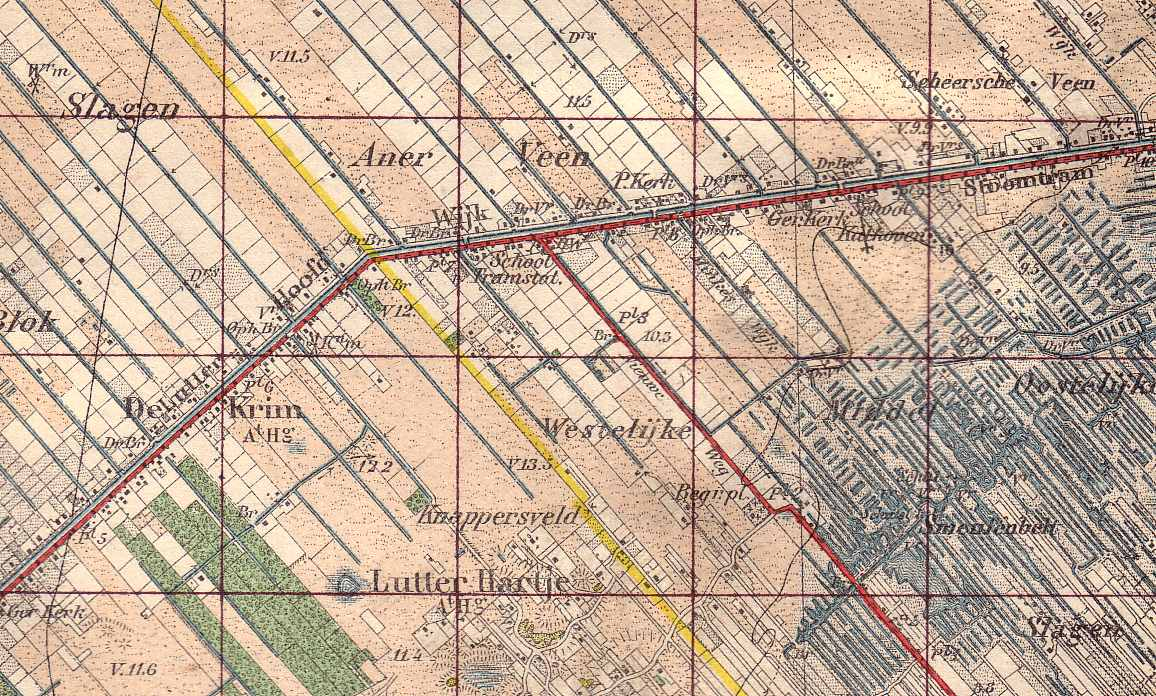
De Krim op de topografische kaart uit 1914

## Geboren
Hermien Timmerman (1943 - 2003), zangeres